# 等雨線
等雨线（英語：Isohyet），又称等雨量線，將同一段時間內降水量相同的地方相连即可形成等雨线曲线，等雨线依時间长短一般分为年雨线与日雨线等，绘制成图表及为等雨量图，等雨量图的目的即把雨量的平面分布以图像显示出來，用於观察、推测、研究等用途。